# Пескічі
Пескічі (італ. Peschici) — муніципалітет в Італії, у регіоні Апулія, провінція Фоджа.
Пескічі розташоване на відстані близько 300 км на схід від Рима, 120 км на північний захід від Барі, 70 км на північний схід від Фоджі.
Населення — 4557 осіб (2014).

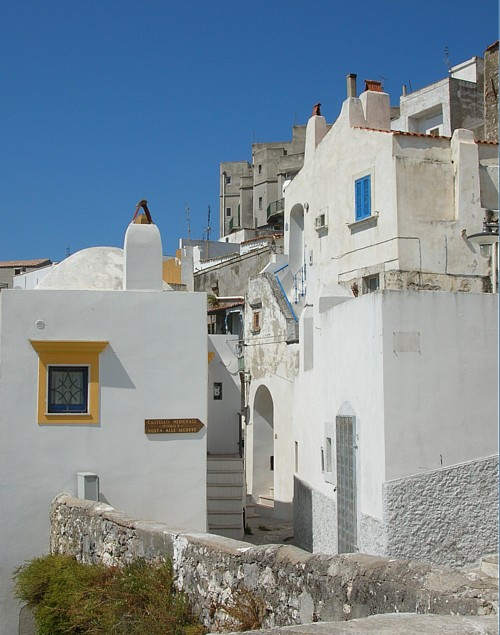

Щорічний фестиваль відбувається 20 липня. Покровитель — Sant'Elia.

## Демографія
Населення за роками:

Станом на 1 січня 2023 року в муніципалітеті офіційно проживало 187 іноземців з 20 країн, серед них 135 громадян країн Євросоюзу та 5 громадян України.

## Сусідні муніципалітети
- Віко-дель-Гаргано
- В'єсте